# Johannes Rosenberger

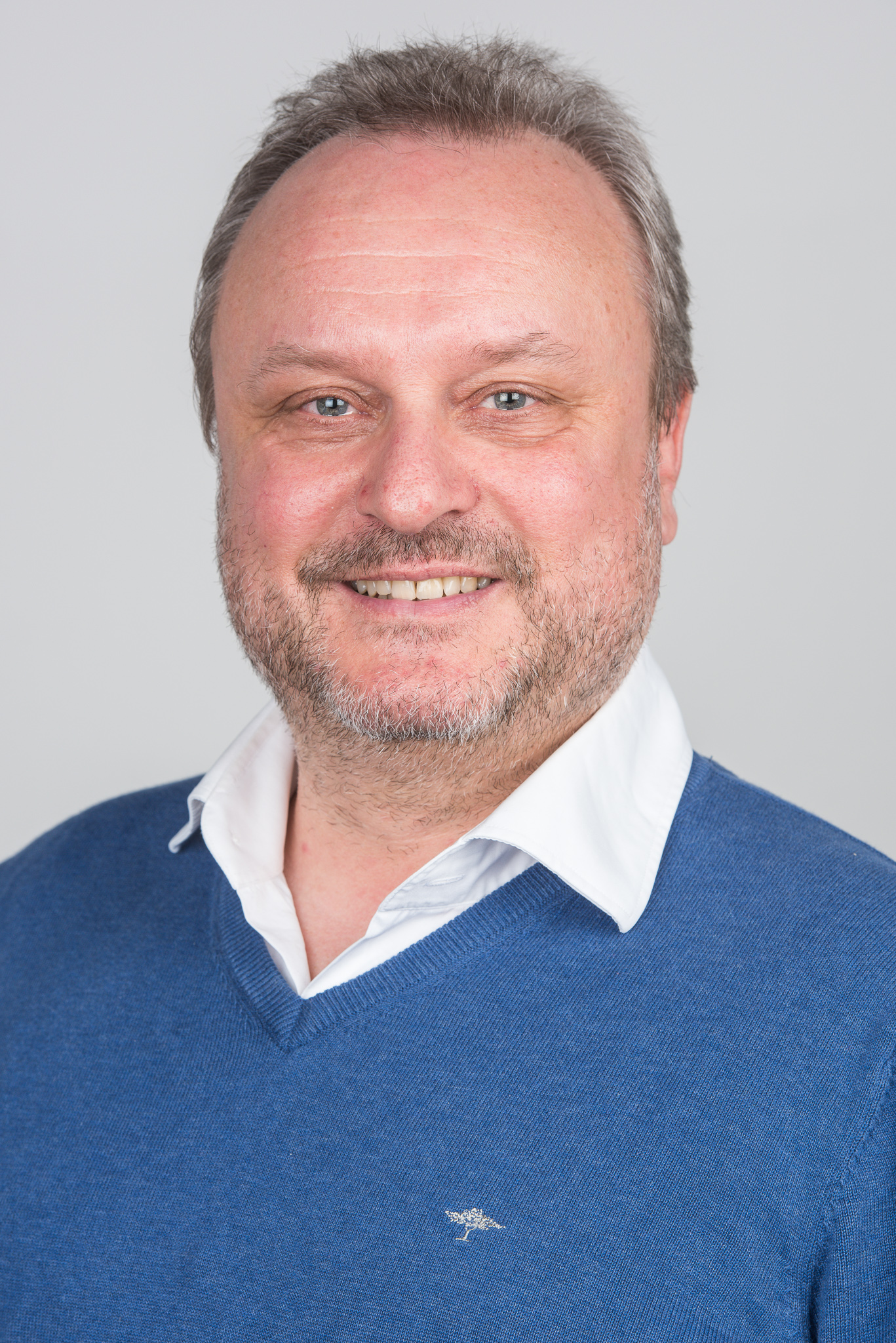
Johannes Rosenberger – 2016

Johannes Rosenberger (* 8. Jänner 1965 in Schwaz) ist ein österreichischer Filmproduzent.

## Leben
Der 1965 geborene Johannes Rosenberger übersiedelte 1969 mit seiner Familie von Tirol in die Josefstadt in Wien. Dort besuchte er die Piaristen-Volksschule Maria Treu und den humanistischen Zweig des Bundesgymnasiums Wien 8, an dem er 1983 maturierte. Noch in seiner Schulzeit begann er sich künstlerisch zu betätigen, insbesondere in den Bereichen Fotografie, Prosa und Lyrik. Nach dem Präsenzdienst war er 1984 und 1985 als Volontär beim Kameramann Walter Kindler tätig, wobei er erste Erfahrungen bei der Produktion von Spielfilmen, Werbespots und Fernsehfilmen machte. Rosenberger wurde 1985 an der Filmakademie Wien aufgenommen. Dort spezialisierte er sich 1987 auf das Fach Regie, das Axel Corti unterrichtete. Er machte ab 1988 Videoaufzeichnungen für das Burgtheater, das Akademietheater und das Volkstheater. 1991 wurde er Mitglied der Austria Filmmakers Cooperative und begann als freischaffender Filmemacher zu arbeiten. Rosenberger wurde 1992 von der Filmakademie exmatrikuliert.
Im selben Jahr gründete er mit den Filmemachern Constantin Wulff, Johannes Holzhausen, Johannes Hammel, Michael Palm, Goran Rebić und Virgil Widrich den Verein Navigator Film. Mit dem Verein bezweckten die Künstler die eigenen Filmprojekte zu fördern und sich allgemein für Kurzfilme und Dokumentarfilme einzusetzen. Rosenberger wirkte von 1993 bis 1999 für den Verein Navigator Film und die Austria Filmmakers Cooperative als (Ko-)Kurator von Avantgarde-, Dokumentar- und Kurzfilmprogrammen, unter anderem gemeinsam mit Thomas Korschil im Kulturzentrum WUK. Er entwickelte sich in diesen Jahren zunehmend vom Filmemacher zum Filmproduzenten. 1996 gründete Johannes Rosenberger als Gesellschafter und Geschäftsführer gemeinsam mit Johannes Holzhausen und Constantin Wulff das Filmproduktionsunternehmen Navigator Film. Das Unternehmen spezialisierte sich auf Dokumentarfilme für Kino und Fernsehen, darunter überwiegend internationale Koproduktionen. Rosenberger gehörte im Jahr 2000 zu den Mitbegründern von dok.at, der Interessensgemeinschaft österreichischer Dokumentarfilmer, deren Vorstand er bis 2007 angehörte. Seit 2003 ist er Obmann des Trägervereins des Filmfestivals Diagonale. Mit der Amour Fou Filmproduktion und der Nikolaus Geyrhalter Filmproduktion schuf die Navigator Film 2004 einen gemeinsamen Weltvertrieb mit Sitz in Wien, Autlook Filmsales, dem Rosenberger als Gesellschafter angehört. Von 2005 bis 2009 unterrichtete er im Filmlehrgang der Donau-Universität Krems Dokumentarfilmproduktion mit Schwerpunkt auf internationale Koproduktionen. Er ist ferner Vertreter der Grünen Wirtschaft im Fachverband der Film- und Musikindustrie sowie Mitglied der Europäischen Filmakademie und der Akademie des Österreichischen Films.
Johannes Rosenberger ist Vater von zwei 2007 und 2009 geborenen Söhnen. Er lebt mit seiner Familie in Wien.

## Filmografie
- 1986: Montagmorden (auch Regie)
- 1987: Schmutz (zweite Kamera)
- 1987: Vergiss Sneider! (Assistenz)
- 1988: I.L.U.V. – In Liebe und Verehrung (auch Regie)
- 1988: Subcutan (auch Regie, Drehbuch und Darsteller)
- 1989: Constant Instant Blue (auch Regie)
- 1990: Leichtsinnig – Walter Weer Material (auch Regie)
- 1991: Heldenplatz, 12. März 1988 (auch Regie und Drehbuch)
- 1992: Die schwarze Sonne (Drehbuch)
- 1993: Karma mécanique (auch Regie)
- 1993: Spaziergang nach Syrakus
- 1994: Günther 1939 (Heil Hitler) (Regie und Schnitt)
- 1995: Der Bildhauer Mathias Hietz
- 1995: Dear Fritz – Der Schriftsteller Fritz Habeck
- 1995: Hans Staudacher – ein Lebenslauf
- 1995: Das letzte Ufer
- 1995: Steinfeld – Beschreibung einer Landschaft
- 1997: Colette
- 1997: Johannes Koller – Mein schönes, böses, altes Haus
- 1998: Hermann Josef Painitz – Zwischen Natur, Wissenschaft & Kunst
- 1998: Pastry, Pain & Politics
- 1998: Zyklus von Kleinigkeiten
- 1999: Treid
- 1999: Verräumt
- 1999: Zyklus von Kleinigkeiten
- 2000: Ceija Stojka
- 2000: Wild Blue
- 2000: Zero Crossing
- 2001: Ein Leben mit den Göttern
- 2001: Moscouw
- 2001: SelfStorage
- 2001: Im Spiegel der Maya Deren (In the Mirror of Maya Deren)
- 2002: Auf allen Meeren
- 2002: Heldenplatz, 19. Februar 2000
- 2002: I Am From Nowhere
- 2002: Kronen Zeitung – Tag für Tag ein Boulevardstück
- 2003: Mazy
- 2005: Artikel 7 – Unser Recht!
- 2005: Carnets de Valse
- 2005: Unter den Brettern hellgrünes Gras
- 2005: Walzer-Tagebücher – Wien-Paris-Lima
- 2006: Zeit zu gehen
- 2007: Zuoz – Hinter Internatsmauern in der Schweiz
- 2008: Frauentag
- 2008: Herzausreißer – Neues vom Wienerlied
- 2009: In die Welt
- 2009: Die verborgene Stadt
- 2009: Zum Vergleich
- 2010: David Wants to Fly
- 2010: Herbstgold
- 2010: Himmelwärts
- 2011: Empire Me – Der Staat bin ich!
- 2011: Hot Spot
- 2011: Das Weiterleben der Ruth Klüger
- 2014: Das große Museum
- 2014: Krieg der Bilder
- 2014: Ulrich Seidl und die bösen Buben
- 2015: Wie die Anderen
- 2022: Für die Vielen – Die Arbeiterkammer Wien

## Auszeichnungen
- 3sat-Preis für besten deutschsprachigen Dokumentarfilm, Duisburger Filmwoche 2007 (für Zuoz)
- 3sat-Preis für besten deutschsprachigen Dokumentarfilm, Duisburger Filmwoche 2008 (für In die Welt)
- ARTE-Dokumentarfilmpreis, Duisburger Filmwoche 2009 (für Zum Vergleich)
- Großer Diagonale-Preis für den besten Dokumentarfilm, Diagonale 2009 (für In die Welt)
- Bester Film, Message to Man Film Festival 2010 (für David Wants to Fly)
- Filmmakers Award, Hot Docs Canadian International Documentary Festival 2010 (für Herbstgold)
- Publikumspreis in der Kategorie Dokumentarfilm, Berlin and Beyond Festival 2010 (für Herbstgold)[3]